# Fort Niagara
Pour les articles homonymes, voir Niagara.

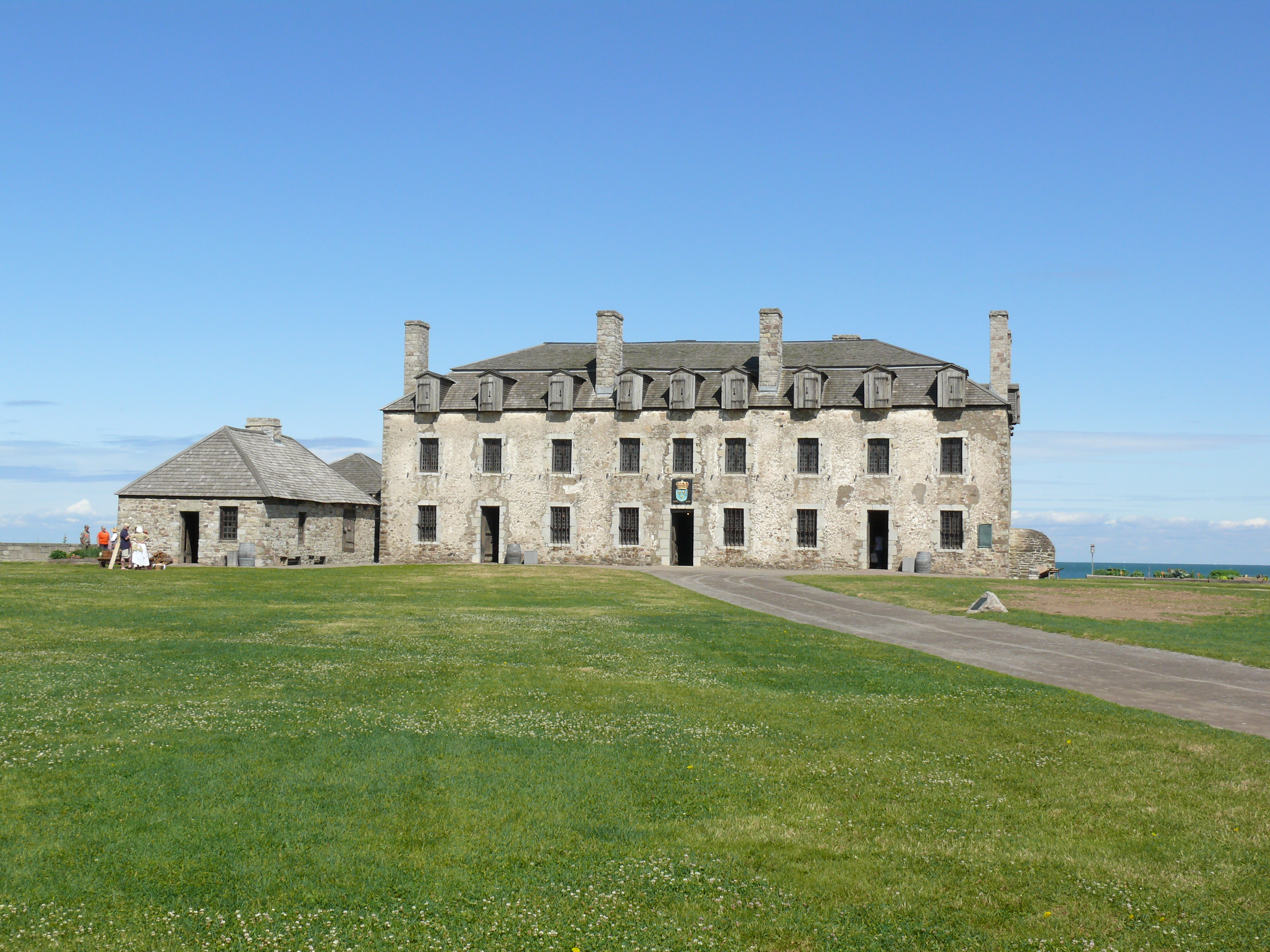
La Maison de la Paix, qu'on nomma plus tard Le Château français

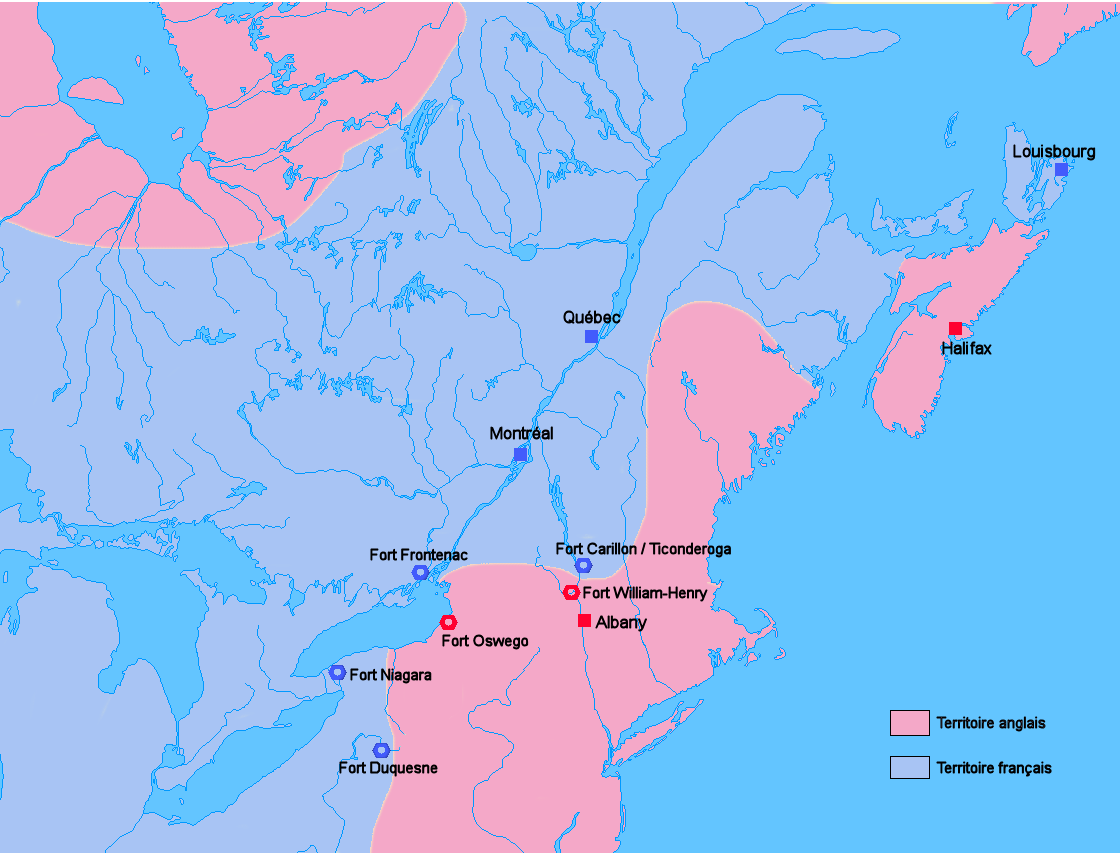
Fort Niagara à l'époque de la Nouvelle-France.

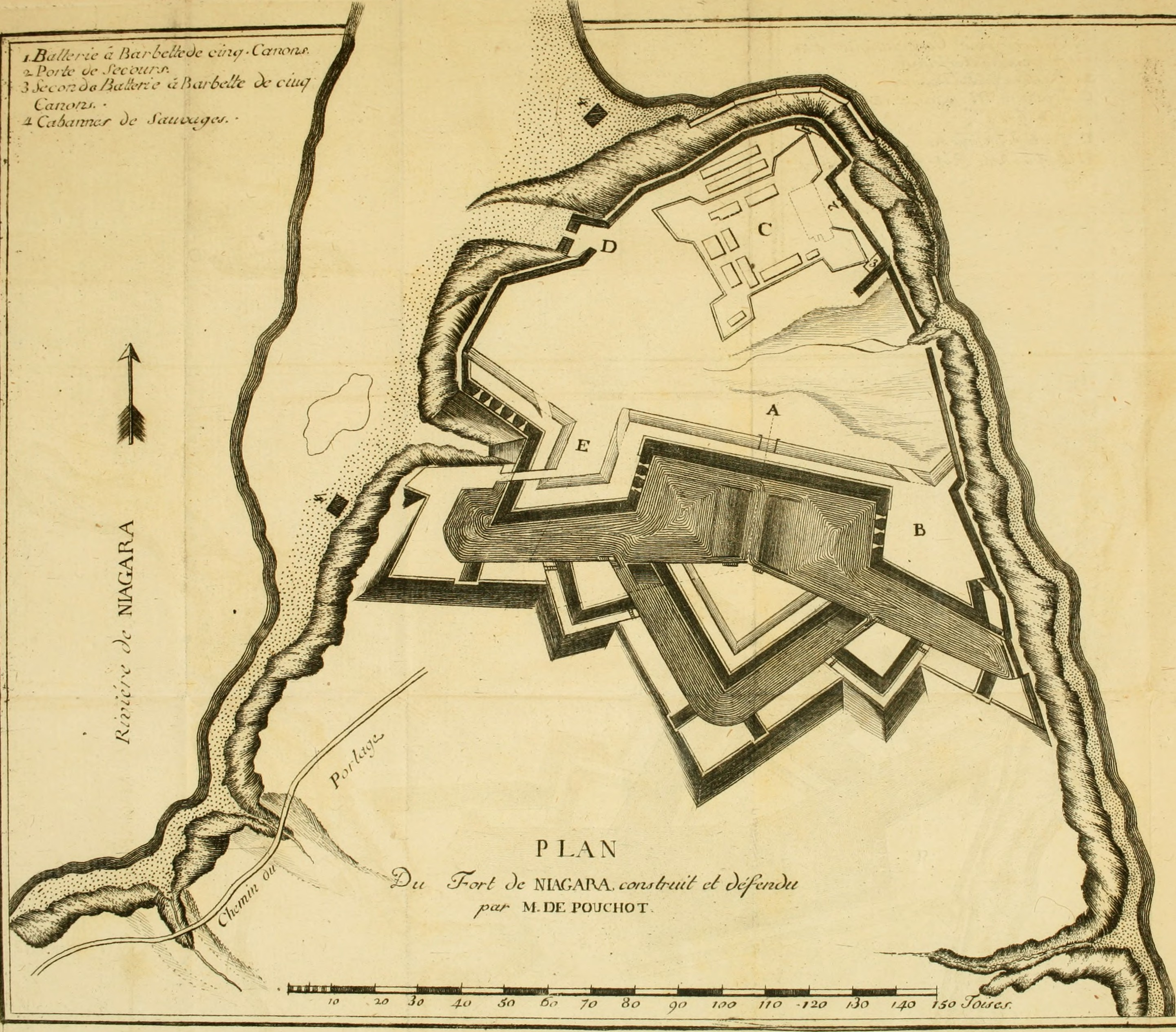
Plan du fort Niagara dessiné par le commandant Pierre Pouchot de Maupas.

Le fort Niagara est une fortification du XVIIe siècle construite à l'origine pour défendre les intérêts de la Nouvelle-France en Amérique du Nord. Il se situe près de Youngstown dans l'État de New York sur la rive droite de la Niagara à son embouchure dans le lac Ontario. Bien que la structure actuelle date de 1726, la première structure, appelée fort Conti, est bâtie en 1678 par René-Robert Cavelier de La Salle.

## Origine française
Parti du fort Frontenac avec une trentaine d'hommes, dont le récollet Louis Hennepin, La Salle fit construire le fort Conti et un brigantin, le Griffon, et c'est le 7 août 1679 que le petit navire s'éloigna de Niagara en direction de Michillimakinac, où il arriva 20 jours plus tard.
À la suite d'une grande campagne militaire au pays des Tsonnontouans (aussi appelés Sénécas), faisant partie des Iroquois, l'armée française, accompagnée de miliciens, au nombre de 2 200 hommes, abandonnent le 25 juillet 1687 le fortin situé sur le lac Ontario au bord de la rivière des Sables (Genesse). Le petit fort est brûlé et l'armée du gouverneur Denonville quitte le pays dévasté des Tsonnontouans. Le 26 juillet la flottille hisse les voiles pour cette fois longer la rive ouest et nord du lac Ontario. Le 30 juillet, l'armée arrive à l'embouchure de la rivière Niagara. Denonville choisit l'emplacement du fort à construire au bord du lac, sur une éminence escarpée.
Deux grandes barques de provisions arrivent du fort Frontenac. Il y a même des bestiaux... et les pioches, les pelles, les scies, les haches et autres outils nécessaires pour la construction du fort. Pendant ce moment de dépit pour les troupes, plusieurs officiers avec leurs escortes en profitent pour remonter les vingt-cinq kilomètres de la rivière Niagara pour admirer ses fameuses chutes, « cette effroyable cataracte » selon le baron Lahontan, « le plus grand sault qui soit au monde » selon La Salle.
Le 31 juillet 1687, le gouverneur de Nouvelle-France, le marquis de Denonville, fait ériger un nouveau fort sur cet emplacement, qui sera baptisé fort Denonville. Denonville désigne le commandant du fort Niagara qui est le chevalier Pierre de Troyes et nomme le capitaine Raymond Blaise des Bergères, ayant avec lui sa chienne « Vingt-Sols », pour commander la garnison. Ce fort, ils le construiront selon les plans conçus et dessinés par l'ingénieur militaire du Roi, Robert de Villeneuve.
L'hiver de 1687-1688 est tragique au fort Niagara : le scorbut s'étant déclaré parmi la garnison, presque tous les hommes y succombèrent, dont le Chevalier de Troyes le 8 mai 1688. Seuls 12 soldats et leur officier le capitaine Des Bergères, survécurent. Il devint le nouveau commandant du fort, mais pas pour longtemps.
Le fort ne durera que jusqu'en août 1689, lorsqu'il est abandonné, puis brûlé par les Sénécas ou par le commandant des Bergères (selon d'autres sources). Car Denonville ordonna le démantèlement du fort pour favoriser les négociations de paix avec le gouverneur de New York, Dongan. Le commandant du fort, des Bergères, rentre à Montréal avec sa garnison et son chien « Niagara ».
En 1720, l'officier Louis-Thomas Chabert de Joncaire est envoyé par le gouverneur du Canada Philippe de Rigaud de Vaudreuil auprès des chefs Sénécas pour obtenir leur autorisation de construire un poste de traite fortifié le long de la rivière. Considéré par eux comme un ami, Chabert de Joncaire reçoit le consentement des chefs amérindiens. Il démarre les travaux avec l'aide de compagnons d'armes venus de fort Frontenac.
En 1726, le fortin est agrandi avec notamment l'édification de la « Maison à Machicoulis » par l'ingénieur Gaspard-Joseph Chaussegros de Léry, et devient un véritable fort, construit sur le même emplacement, malicieusement nommé poste de traite afin d'apaiser les Haudenosaunee, ou Iroquois. Toujours en 1726, il est remplacé par une bâtisse en pierre, comme « magasin royal », rapidement baptisée « La Maison de la Paix ». Son nom courant de « château français » ne sera pas usité avant le XIXe siècle. De plus, un magasin à deux étages nommé « Maison à Machicoulis » fut construit par l'ingénieur français Gaspard-Joseph Chaussegros de Léry. Précisons que trois ans auparavant, les Tsonnontouans n'étaient pas opposés à ce que le poste de traite fut transformé en un fort assez vaste pour abriter 300 soldats. Toujours est-il qu'il fut un important poste militaire et de traite qui contrôlait la route vers la vallée de l'Ohio.

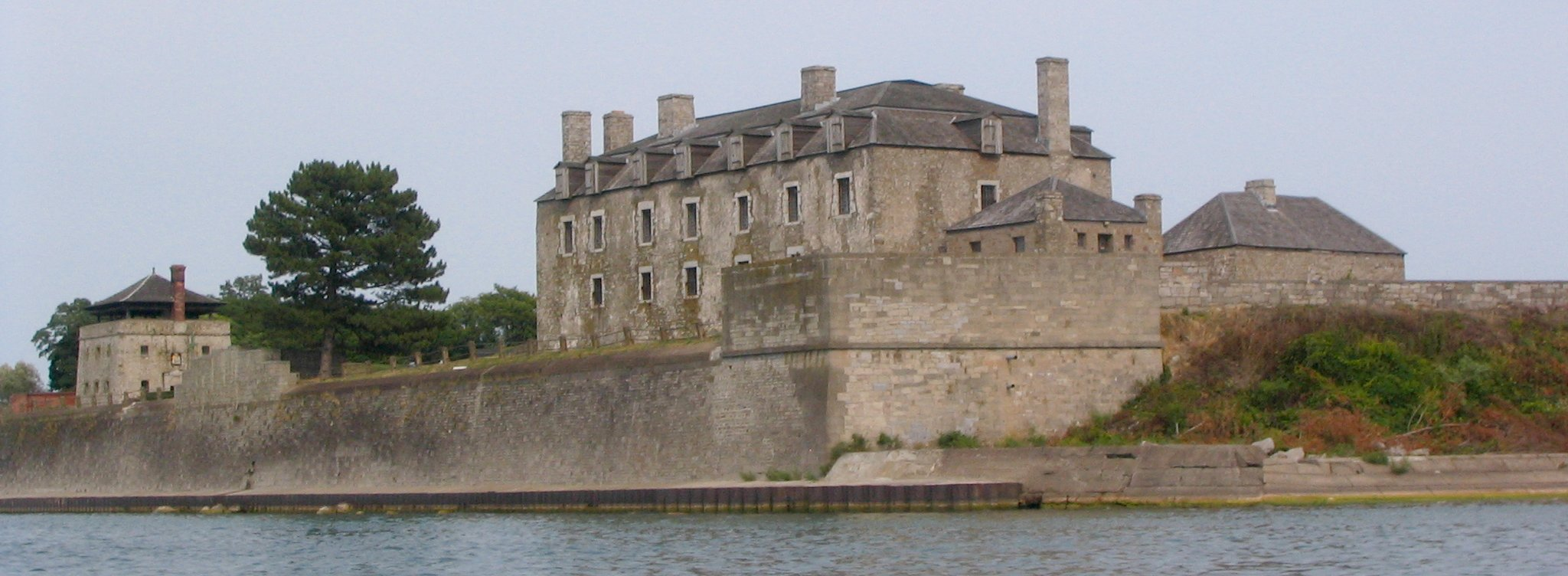
Fort Niagara vu du côté canadien.

Chabert de Joncaire est le nouveau commandant en 1726 au fort Niagara.
En 1745, François Lefebvre Duplessis Fabert accéda au poste de commandant du Fort Niagara en remplacement de Pierre Céloron de Blainville. En 1747, la maladie l’obligea à être relevé de ses fonctions. Il fut remplacé par Claude-Pierre Pécaudy de Contrecœur.
En 1755, le fort sera agrandi jusqu'à sa taille actuelle, en raison de la guerre de la Conquête, théâtre nord-américain de la guerre de Sept Ans entre la France et le royaume de Grande-Bretagne. Aux États-Unis, on désigne ce conflit sous l'appellation de « French and Indian War » (« guerre contre les Français et les Amérindiens »).

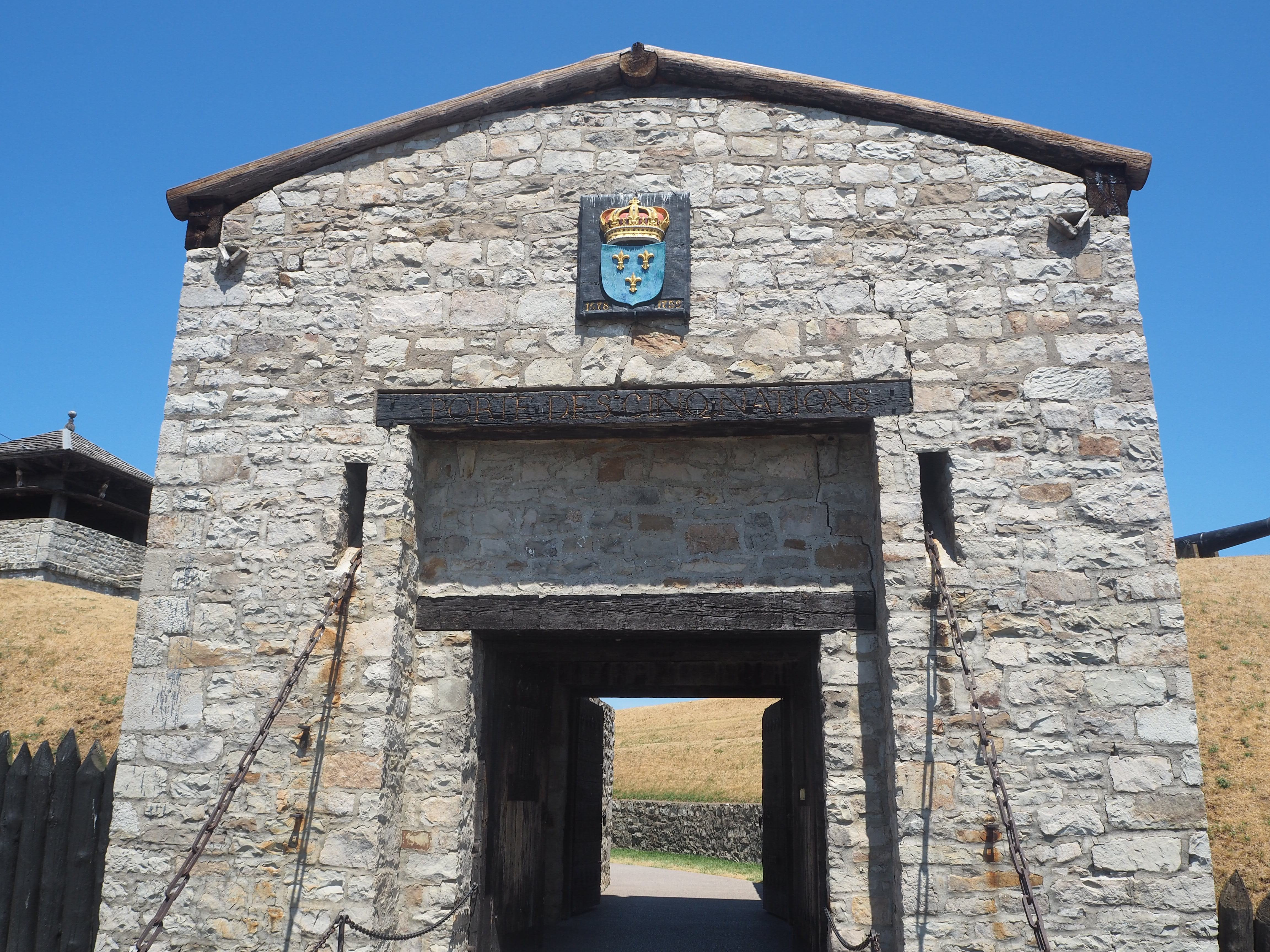
À partir de 1756, l'entrée principale du Fort Niagara fut établie au bastion sud, du côté de la rivière Niagara. Les Français nommèrent ce portail la Porte des Cinq Nations en l'honneur des Cinq Nations de la confédération iroquoise.

Le capitaine-ingénieur Pierre Pouchot de Maupas, avec le régiment de Béarn et le 2e bataillon du régiment de Guyenne, est envoyé en juillet 1755 à fort Niagara. En octobre 1757, on lui retire son commandement. En mars 1759, on le retrouve encore une fois pour commander le fort. Il nous a laissé un mémoire sur cette guerre désastreuse pour la France.
En juillet 1759, le fort est cédé aux Britanniques après un siège et la terrible bataille de La Belle-Famille.
En effet, l'attaque réussie du fort Niagara fut un engagement militaire d'importance pour l'Irlandais d'origine le commandant Johnson. Sous la conduite de John Prideaux, les Britanniques, ayant échappé à la vigilance de la garnison du commandant Pierre Pouchot, concentrèrent autour du fort, au début juillet une force armée composée d'environ 3 300 réguliers et de provinciaux, Johnson, commandant en second, était responsable d'un contingent de quelque 940 Amérindiens. Après moins de deux semaines de siège, Prideaux fut tué et Johnson devint le nouveau commandant.

## Sous contrôle britannique

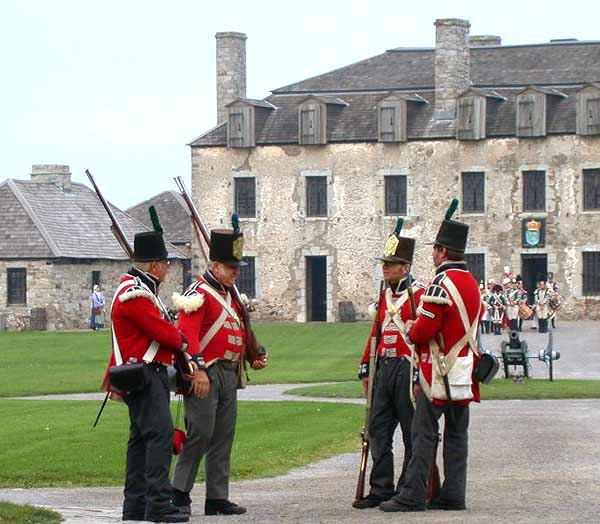
Reconstitution des uniformes britanniques en 1812 au vieux fort Niagara.

Le fort est resté entre les mains des Britanniques pour les prochains trente-sept ans.
Au cours de la guerre d'Indépendance américaine, le Fort Niagara sert de principal dépôt de ravitaillement et de base loyaliste pour les troupes britanniques dans l'État de New York. Les Rangers de John Butler (un milicien conservateur dans le commandement de l'armée britannique) et leurs alliés les Sénécas, y faisaient des incursions sur les voies de ravitaillement des troupes rebelles. Le lieutenant-colonel William Stacy, un officier de haut rang de l'Armée continentale, fut capturé lors de l'attaque de Cherry Valley dans l'État de New York, par les Rangers de Butler. Il fut détenu en captivité au Fort Niagara au cours de l'été 1779.
Niagara est devenu tristement célèbre pour la boisson, la bagarre, la prostitution et la tricherie. Des tavernes, des magasins et des bordels ont germé sur « le fond », des rives du bord de l'eau, au-dessous de la forteresse.
Bien que le fort Niagara fut cédé aux États-Unis après le traité de Versailles qui mit fin à la guerre d'Indépendance américaine en 1783, la région reste effectivement sous contrôle britannique pendant treize ans. C'est seulement après la signature du traité de Jay que les forces américaines occupent le fort en 1796. Dans l'intervalle, les Loyalistes qui fuient la persécution dans les nouveaux États-Unis ont reçu des terres, généralement de 200 acres par habitant dans le Haut-Canada (et dans les Cantons-de-l'Est au Québec) et certaines personnes furent soutenues dans les premières années, en partie avec l'aide des magasins de l'armée du fort.
Lors de la guerre américano-britannique de 1812, le fort est toujours lieu stratégique pour les Anglais. Ainsi les Britanniques capturent le fort durant la nuit du 19 décembre 1813. Les forces britanniques ont renoncé aux États-Unis avec le traité de Gand. Il appartient aux États-Unis depuis.

## Possession américaine
À partir du traité de Gand, le 24 décembre 1814, il est occupé par l'US Army jusqu'à sa désaffectation en 1963. Fort Niagara a servi à l'entraînement des troupes lors de la guerre hispano-américaine et de la Première Guerre mondiale et a été transformé en camp de prisonniers pendant la Seconde Guerre mondiale.

## Aujourd'hui
Le fort Niagara a été rénové et constitue maintenant un parc et un musée.